# Gaby Albrecht

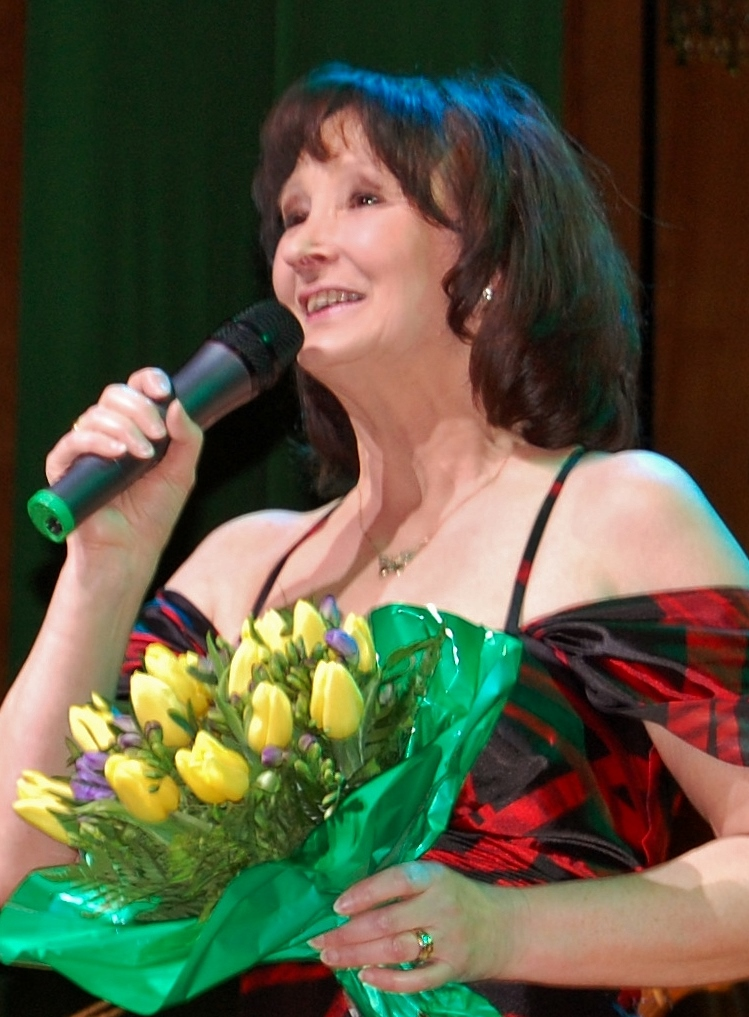
Gaby Albrecht (2013)

Gaby Albrecht geb. Müller (* 1. November 1956 in Magdeburg) ist eine deutsche Sängerin volkstümlicher Musik. Sie ist seit 1986 mit ihrem Manager Ernst Albrecht verheiratet und hat einen Sohn.

## Leben
Gaby Müller wuchs in Magdeburg auf. Als Achtjährige sang sie im Chor und spielte im Kinderkabarett mit. Nach der Schulausbildung studierte sie Gesang und Gesangspädagogik in Weimar. Anschließend war sie Solistin im Tanz- und Unterhaltungsorchester Magdeburg. Ab 1988 sang sie als Nachfolgerin von Ellen Sander bei den Pößnecker Musikanten und war im Herbst dieses Jahres erstmals im Fernsehen zu sehen.
1989 trat sie beim Herbert-Roth-Festival in Suhl auf und begeisterte das Publikum mit ihrer charakteristischen tiefen Stimme. 1990 wurde sie „Musikantenkaiserin“ bei Achims Hitparade und war Gast in der Superhitparade der Volksmusik im ZDF. Sie erhielt einen Plattenvertrag, und 1991 erschien ihre erste CD. 1992 nahm sie erstmals am Vorentscheid zum Grand Prix der Volksmusik teil. Mit ihrem Titel Solang der Leuchtturm noch steht konnte sie sich nicht für das Finale platzieren. Im selben Jahr belegte sie beim Wettbewerb Lieder so schön wie der Norden 1992 mit dem Lied Im Dorfkrug nebenan den 3. Platz.
Im Folgejahr erreichte sie mit dem Titel Zauberberg beim internationalen Grand Prix der Volksmusik 1993 den Platz 9. Beim Grand Prix der Volksmusik 1994 war sie mit Ein neuer Tag – ein neues Leben vertreten. Beim Grand Prix der Volksmusik 1996 verfehlte sie mit ihrem Lied Du bist das Licht den Sieg nur um einen Punkt.

## Preise und Ehrungen
- 1994 – Hermann-Löns-Preis in Bronze
- 1997 – Goldene Henne
- 1998 – Krone der Volksmusik

## Diskografie

### Studioalben
- Ein Herz voll Sehnsucht (1991)
- Träume (1992)
- Ewige Liebe (1993)
- Ein kleines Dankeschön (1994)
- Stille Zeit (Weihnachts-CD, 1994)
- Ich hab mich so in Dich verliebt (1995)
- Herzen lügen nicht (1996)
- Hinterm Regenbogen (1997)
- Spiegel der Gefühle (1998)
- Liebe macht stark (1999)
- Verzauberte Welt (Weihnachts-CD, 2000)
- Einmal wird ein Wunder gescheh’n (2001)
- Ein Feuerwerk der Gefühle (2002)
- Herzenstief (2004)
- Teil’ meine Sehnsucht! (2006)
- Weihnachtsland (Weihnachts-CD, 2006)
- Alles Liebe (2010)
- Ich freu mich drauf (2012)
- Freunde für’s Leben (2014)
- Perfekter Augenblick (2015)

### Kompilationen
- Meine schönsten Lieder von gestern und heute (1997)
- Lieder meines Herzens (2003)
- Glücklich wie noch nie (2007)

### Einzeltitel (Auswahl)
- Das Lied meiner Berge (1990)
- Eine Handvoll Heimatland (1991)
- Hinterm Regenbogen (1991)
- Im Dorfkrug nebenan (1992)
- Irgendwann (1992)
- Solang der Leuchtturm noch steht (1992)
- Zünd ein Licht in deiner Seele an (1992)
- Zauberberg (1993)
- Ewige Liebe (1993)
- Bleib so lieb wie Du bist (1994)
- Ein neuer Tag – ein neues Leben (1994)
- Ich hab mich so in Dich verliebt (1995)
- Du bist das Licht (1996)
- Gott sei Dank (1997)
- Rosen müssen gar nicht sein (1998)
- Einmal mit dir (1998)
- Bis wir uns wiederseh’n (1999)
- Manchmal wünsch ich mir ein Herz aus Stein (1999)
- Tausendmal geht das Glück vorbei (2001)
- Sehnsuchtsmelodie (2005)
- Das Salz im Meer (2005)
- Das letzte Ave Maria (2005)
- Gefühle sterben nicht (2006)
- Hör mein Lied (2006)
- Freunde fürs Leben (2008)
- Mandolinen spielen leise (2008)
- Das geht vorüber (2009)
- Komm doch rein (2010)
- Ich freu mich drauf (2011)

### Hörbücher
- Das kalte Herz (2006)